# Beigebrynad chachalaca
Beigebrynad chachalaca (Ortalis superciliaris) är en fågel i familjen trädhöns inom ordningen hönsfåglar.

## Utbredning och systematik
Fågeln förekommer i nordöstra Brasilien söder om Amazonas (från Pará till Piauí och norra Goiás). Den behandlas som monotypisk, det vill säga att den inte delas in i några underarter.

## Status och hot
Arten har ett stort utbredningsområde, men tros minska i antal, dock inte tillräckligt kraftigt för att den ska betraktas som hotad. Internationella naturvårdsunionen IUCN listar arten som livskraftig (LC). Beståndet uppskattas till i storleksordningen 100 000 till en halv miljon vuxna individer.